# Блюдци
Блюдци (рос. Блюдцы) — присілок у Чановському районі Новосибірської області Російської Федерації.
Входить до складу муніципального утворення Блюдчанська сільрада. Населення становить 148 осіб (2010).

## Історія
Згідно із законом від 2 червня 2004 року органом місцевого самоврядування є Блюдчанська сільрада.

## Населення
| 2002 | 2007 | 2010 |
| ---- | ---- | ---- |
| 245  | ↘212 | ↘148 |